# 호스니 무바라크
무함마드 호스니 엘사이예드 무바라크(아랍어: مُحَمَّدْ حُسْنِي ألْسَيِّدْ مُبَارَكْ 무함마드 후스니 알사이이드 무바라크[*], 이집트 아랍어: مُحَمَدْ حُسْنِى ألْسَيِّدْ مُبَارَكْ, 문화어: 무함마드 후쓰니 무바라크, 1928년 5월 4일 ~ 2020년 2월 25일)는 이집트의 정치인이자 군인이다. 1981년부터 2011년까지 이집트의 대통령을 지냈다.
무바라크는 1975년 안와르 사다트 행정부에서 부통령에 임명되며 이집트 정계에서 부상했으며, 1981년 10월 안와르 사다트 대통령이 암살당함으로써 그 해 11월 대통령직을 승계하였다. 이집트 민중의 저항으로 대통령 직에서 물러날 때까지 이집트의 최장기 통치자 무하마드 알리 파샤 이래 이집트를 가장 오랫동안 통치한 인물이었다.
무바라크는 정치를 시작하기 이전에 이집트 공군에서 장교로 있었으며, 1972년부터 1975년까지 군 사령관으로 활동하며 공군 대장까지 승진하였다.
무바라크가 2011년 이집트 혁명의 여파로 2011년 2월 11일에 대통령 직을 사임한 뒤, 부통령인 오마르 술레이만은 이집트군 최고위원회에 정권을 이양하겠다고 발표하였다. 그 날 무바라크와 무바라크의 가족들은 대통령궁이 있는 카이로를 떠나, 이집트의 휴양 도시 샤름엘셰이크로 이동하였다.
2011년 4월 13일 무바라크와 그의 아들 가말 무바라크는 부패와 권력 남용에 대한 심문을 받기 위해 구금되었다. 2013년 8월 법원의 시위 유혈 진압 책임에 대한 무죄 선고로 교도소에서 석방되었으나, 정부의 직권 명령으로 군 병원에 연금되었다. 2015년 1월 9일 카이로 형사법원에 의해 대통령궁을 보수한다며 공금을 횡령한 뒤, 가족 소유의 건물을 개선한데 사용한 혐의로 징역 4년이 선고되었다.

## 인물과 경력

### 어린 시절, 이집트 공군

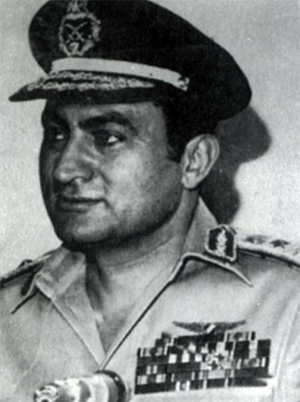
공군 대장 시절의 무바라크

1928년 5월 4일 무누피아 주에서 태어나 고등학교를 마친 후 이집트 사관 학교에 들어갔다. 1949년 군사과학의 학사를 취득하고 공군 사관 학교에 입학하여, 1950년 3월 13일 조종사 사관 직위에 임명되었다. 1956년 28세 때 제2차 중동전쟁에 참전했다.
1959년 31세의 나이로 Tu - 16 폭격기의 비행대장으로 임명되었으며, 몇 년 후 여단장이 되었다. 1962년 북예멘에서 내전이 발발하자, 무바라크는 파견 부대에 편입되어 북예멘에서 펼쳐진 전투에 참가했다. 1964년 ~ 1965년 소비에트 연방의 프룬제 군사 아카데미에서 교육을 받았다.
1967년 제3차 중동 전쟁으로 이집트 공군은 사실상 붕괴되었고, 전후 무바라크는 칼리우비야 주의 빌베이스 (Bilbeis) 군 대학 총장에 임명되었고, 조종사 수를 늘리고 훈련 기간을 단축하는 과제를 맡았다. 이 성과가 당시 이집트 대통령이었던 가말 압델 나세르에게 인정을 받아 1969년 공군 대장으로 승진하고, 이집트 공군 참모장에 임명되었다. 안와르 사다트 정부가 출범한 후 1972년, 공군 참모총장 겸 국방부 차관이 되었다.
1973년 무바라크는 욤키푸르 전쟁에서 이스라엘군 방어 진지에 대한 전격 작전으로 전세를 유리하게 이끌어 국민적 영웅이 되었고, 군 최고 통수권자인 공군 원수로 승진하였다.

## 통치정책
1. 신자유주의 경제정책
- 목표 : 다국적 기업의 금고와 소수의 이집트 자본가들 수중에 막대한 이윤을 갖다 바치는 것
- 이집트 경제는 세계 자본주의 경제에 불균등하게 통합
- 국민의 대다수는 빈곤해짐
2. 무바라크 정권과 그 군대를 미국 제국주의와 이스라엘에 봉사하는 전략적 동맹
- 위성국가로 굳건히 다지는 것
- 중동의 지배계급은 신자유주의를 수용하고 미국과 동맹을 맺고 이스라엘을 옹호함으로써 세계시장에 진입함, 주요 다국적 기업의 파트너가 됨
3. 권력을 독점한 정권과 부를 독점한 자본가들에 대한 정치적, 사회적 도전을 무자비하게 짓 밟을 수 있는 경찰 국가를 유지하고 강화하는 것

### 부통령, 그리고 대통령

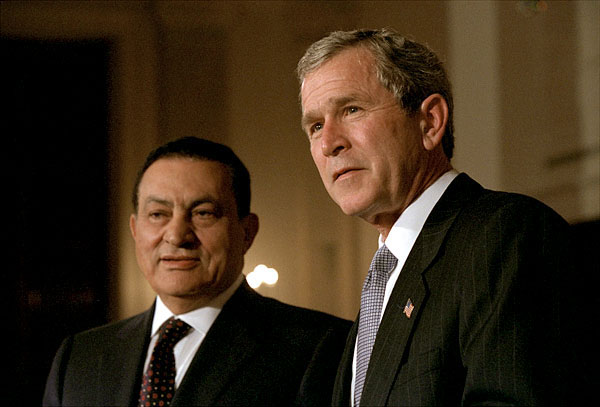
조지 W. 부시 미국 대통령과 함께 (2002년)

욤키푸르 전쟁 당시의 활약으로 안와르 사다트에게 주목을 받은 무바라크는 1975년, 이집트 부통령에 임명되었다. 또한 1978년에는 아랍 사회주의동맹을 대신해 설립된 국민민주당의 2인자가 되며, 사다트의 유력한 후계자로 떠올랐다.
1981년 10월 사다트가 이슬람 원리주의자에게 암살되자 이집트의 대통령이 되었다. 1982년 정식으로 국민민주당 총재가 된 이후, 약 30년간 이집트를 철권 통치하였다. 대통령에 취임한 무바라크는 사다트의 친미, 친이스라엘 노선을 계승하고, 이스라엘과 팔레스타인 간의 중동 평화 협상에서 양자의 조정 역할을 하였다. 이스라엘과의 협상 결과, 1982년 4월, 제3차 중동 전쟁에서 이스라엘에게 빼앗긴 시나이반도를 반환 받았다. 냉전 시대의 무바라크의 외교 노선은 기본적으로 친서방을 표방했으나, 1984년에는 소비에트 연방과의 외교 관계를 회복하였다. 냉전 시대가 끝난 이후, 친미 노선이 두드러졌다. 1991년 걸프 전쟁에서 미국, 영국을 중심으로 하는 다국적군에 이집트군의 참여를 결정했으며, 2001년 9월 11일 미국에서 9·11 테러가 발생하자, 이슬람 원리주의자의 단속에도 적극적이이었다. 이러한 친미국, 친이스라엘 노선은 해당 국가들의 높은 평가로 이어졌고, 무바라크가 2000년 이후 외환 도입을 적극적으로 추진하고, 이집트의 국내 총생산의 일정한 성장을 달성할 수 있게 한 요인이 되었다.

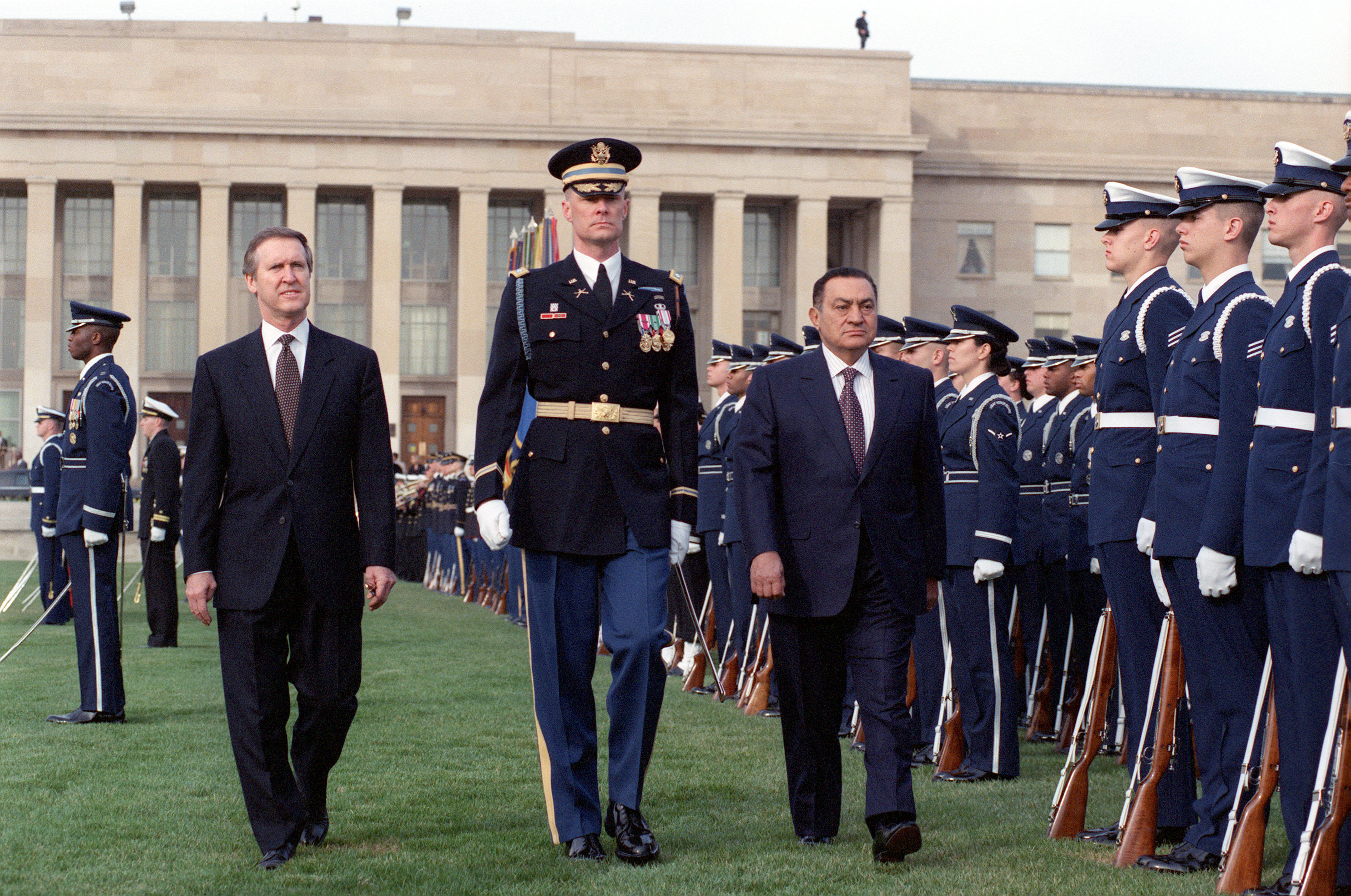
펜타곤에서 윌리엄 코언 국방부 장관과 함께 (2000년)

한편 무바라크는 사다트의 암살을 발단으로 대통령 임기 초기부터 이집트 전역에 국가비상사태를 발령하며, 강력한 통치 체제를 마련하였다. 장기 집권의 결과, 정부의 주요 직위는 무바라크의 심복으로 굳혀졌으며, 인사는 경직되고 빈부의 차이도 점점 커져만 갔다. 무바라크의 친미, 친이스라엘 성향은 독재 정치로 자유를 억압받는 사람들의 비판의 대상이 되어, 무바라크는 몇 차례 이슬람주의자에 의한 암살 미수 사건에 휩싸이기도 하였다.
무바라크의 통치가 장기화되면서, 만일에 대비해 둘째 아들인 국민민주당 정책위원장 가말 무바라크에게 대통령 직을 세습시키는 것이 아니냐는 예측이 퍼져 갔다. 2010년 3월 방문한 독일에서 고통을 호소했으며, 담낭에 염증이 생겨 적출 수술을 받는 등 건강 상태가 악화되었으나, 같은 해 12월 "국민 생활의 향상이야말로 가장 중요한 일" 이라고 말하면서, 이집트를 계속 통치할 의사를 밝혔다.

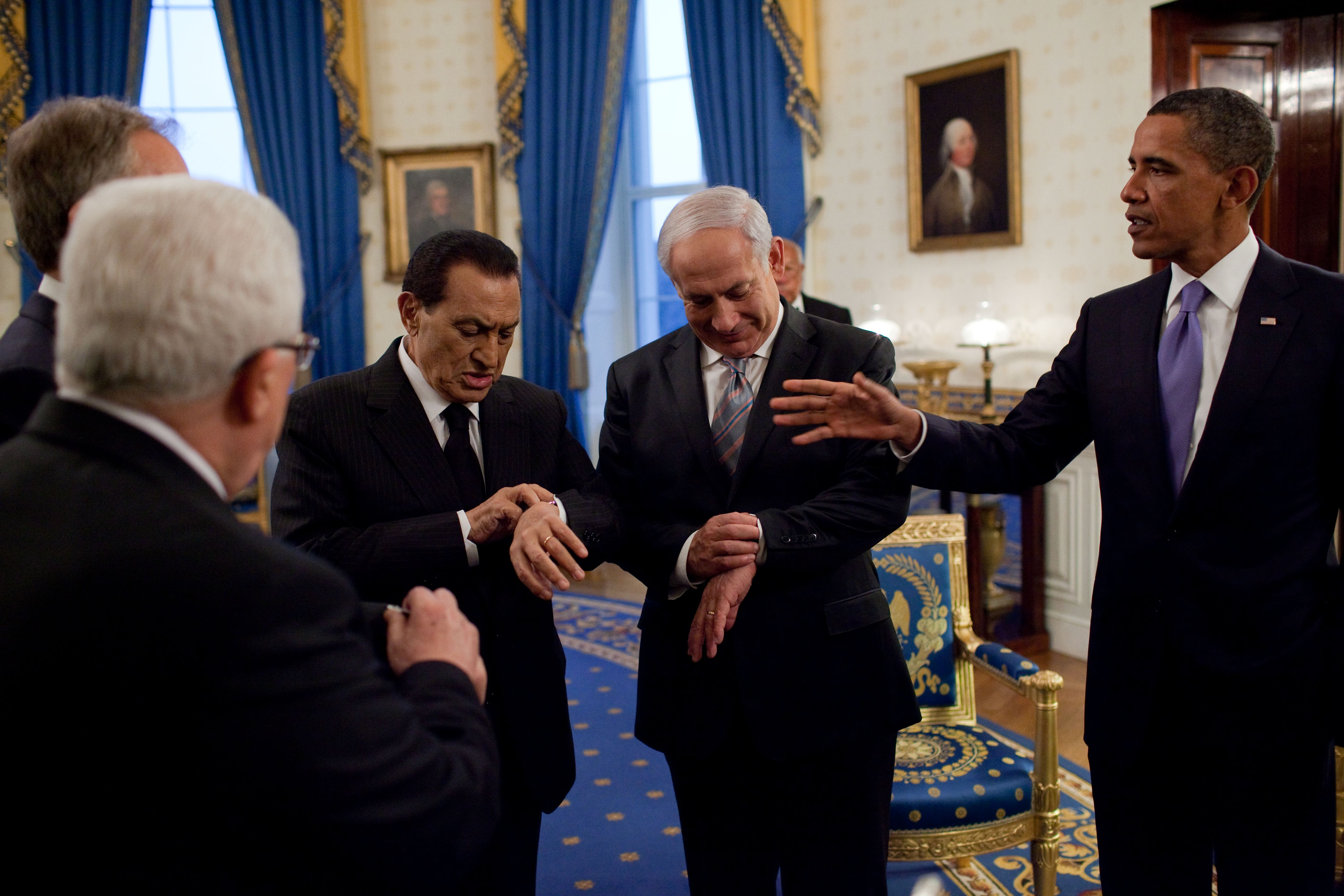
2010년 9월 1일, 버락 오바마 대통령의 중재로 백악관에서 중동 협상 중 베냐민 네타냐후 이스라엘 총리와 함께

2011년 1월, 튀니지에서 발생한 혁명의 영향으로 이집트에서도 무바라크 장기 독재에 대한 국민의 불만 폭발하였다. 같은 해 1월 25일 무바라크의 사임을 요구하는 반정부 시위가 계속해서 발생했으며, 무바라크는 1월 29일 내각을 해산하겠다고 발표하고, 국민의 불만을 줄이려는 한편, 자신의 대통령 퇴진을 거부하였다. 하지만, 수도 카이로에서 반정부 시위가 확대되면서, 무바라크는 2월 1일, 국영 TV 연설에서 같은 해 9월에 예정되어 있는 차기 이집트 대통령 선거에 불출마를 선언하였다. 2월 10일에는 대통령 즉각 사임을 부정했으나, 대통령 권한을 부통령 우마르 술라이만에게 이양하려는 생각을 표명하였다.
2월 11일, 군부에게 권력을 이양하며 이집트 대통령 직에서 물러났으며, 무바라크가 대통령에서 물러난 이후, 무바라크가 국가 자산을 횡령하는 것을 막기 위해 일가가 스위스 은행에 보유한 은행 계좌와 부동산이 3년간 자산 동결되었다.

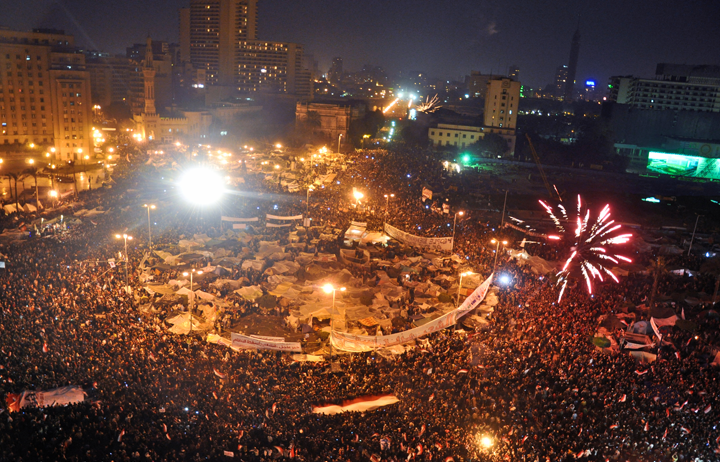
카이로에서 별여진 무바라크 퇴진의 축제

### 퇴임 이후

#### 재판
무바라크 퇴임 2달 후인 2011년 4월 12일 반정부 시위에서의 폭력 행위, 부정 축재 혐의로 검찰의 조사가 시작되었으나, 심장 발작을 일으켜 입원하였다. 다음날 13일에는 두 아들과 함께 이집트 검찰에 구속되었다. 이후 4달 후인 8월 3일 카이로에서 무바라크의 첫 재판이 시작되었으며 그날 무바라크는 자신의 혐의를 강력 부인하였다. 이후 무바라크의 재판은 시위대 유족이 담당 재판관을 교체해 달라고 요구하자 이집트 법원이 이를 받아들일지 여부를 검토하기 위해 3개월 동안 중단되다가 2011년 12월 3개월 만에 재판이 재개되었고 그 자리에서 시위자 학살 혐의가 밝혀졌다. 2012년 5월 31일 검찰은 최종심리에서 사형을 구형하였으며, 6월 2일 법정 최고형인 25년형을 구형받아 카이로 근교의 토라교도소에 수감됐다. 이후 판결에 불복하여 검찰과 변호인은 항소하였으며, 2013년 1월 13일 파기원은 1심 판결 오류와 항소에 따라 재심 결정을 내렸다. 2013년 8월 22일 법원이 석방을 명령하여 군 병원에 옮겨졌으며 검찰은 이에 대해 항소하지 않았다. 하짐 바블라위 총리 대행은 무바라크 석방 전일인 21일 가택 염금을 명령하였다.
2013년 5월 1일 공적자금 횡령 혐의로 징역 3년이 선고되었다.
2017년 3월 철권통치와 이집트 민주화시위를 유혈진압한 책임으로 6년간 구금되었던 무바라크는 항소재판에서 무죄를 최종적으로 확정함으로써 석방되었다.

#### 암살 시도
2012년 1월 3일 오전 8시께 한 군의관이 이집트 카이로 외곽의 국제의료센터에서 입원 치료 중인 무바라크 병실에 들어가 목을 졸라 살해하려다 경호원에게 적발 돼 그를 제지한 다음 체포해 군검찰에 넘겼다고 한다. 군의관의 신원은 확인되지 않았다. 그러나 이집트 당국은 무바라크 전 대통령이 군병원에서 경찰의 보호 아래 있다며 이같은 내용을 부인했다고 일간 '이집션 가제트'가 보도했다. 무바라크와 그의 두 아들 가말, 알라는 현재 시위대에 대한 유혈 진압과 부정 축재, 돈세탁 등의 혐의로 재판을 받고 있다. 무바라크는 권좌에서 물러난 뒤 시나이반도의 홍해 휴양지 샤름 엘 셰이크에 칩거해 왔지만, 이집트 법원의 명령으로 첫 재판을 받은 지난 8월 3일부터 지금까지 카이로 인근 병원에 머물고 있다.

#### 무바라크의 건강 악화
무바라크의 건강은 2011년 4월 검찰 조사가 시작됐을 때부터 증속적으로 악화됐으며, 같은해 8월 일 첫 재판을 받은 후 카이로 인근 병원에 머무다가 2012년 6월 2일 무기형을 선고받은 후에는 교도소 병원에 이송되었다. 무바르크는 무기형을 선고 받은 이후에는 병세가 급속적으로 악화되었다가 6월 12일에 혼수상태에 빠졌으며, 다음날 의식을 회복하였다. 그러나 일주일 후 다시 혼수상태에 빠져 1년동안 의식을 회복하지 못했다. 이에 무바라크 사망설까지 제기 되지만 이집트 측은 이를 부인했다.

#### 건강 회복
2012년 7월 중태였던 무바라크는 1개월 동안 약물 치료를 통해 안정을 되찾아 의식을 회복하였다. 현재는 나이에 비하면 건강이 양호하다 2015년에는 무바라크 생일때에는 교도소 창문을 통해 공식석상에 나온적이 있었다.

#### 사망
2020년 2월 25일 지병으로 인해 향년 91세로 사망했다.

## 개인사
호스니 무바라크는 수잔 무바라크와 결혼했으며, 둘 사이에 아들 둘(알라 무바라크, 가말 무바라크)을 두고 있었다. 호스니 무바라크의 두 아들은 4년간 이집트에서 부패죄로 수감됐으며, 2015년에 석방됐다. 알라 무바라크는 모하메드와 오마르 두 아들을 두고 있으며, 가말 무바라크는 딸 파리다를 두고 있다. 손자인 모하메드는 2009년에 뇌출혈로 사망했다.

## 역대 선거 결과
| 선거명      | 직책명          | 대수 | 정당       | 득표율 | 득표수       | 결과 | 당락 |
| ----------- | --------------- | ---- | ---------- | ------ | ------------ | ---- | ---- |
| 1981년 선거 | 이집트의 대통령 | 4대  | 국민민주당 | 98.5%  | 9,567,904표  | 1위  |      |
| 1987년 선거 | 이집트의 대통령 | 4대  | 국민민주당 | 97.1%  | 12,086,627표 | 1위  |      |
| 1993년 선거 | 이집트의 대통령 | 4대  | 국민민주당 | 96.3%  | 15,095,025표 | 1위  |      |
| 1999년 선거 | 이집트의 대통령 | 4대  | 국민민주당 | 93.79% | 17,554,856표 | 1위  |      |
| 2005년 선거 | 이집트의 대통령 | 4대  | 국민민주당 | 88.6%  | 6,316,714표  | 1위  |      |